# Ciołek matowy
Ciołek matowy, ciołek (Dorcus parallelipipedus) – gatunek chrząszcza z rodziny jelonkowatych i podrodziny Lucaninae.
Gatunek ten opisany został w 1758 roku przez Karola Linneusza jako Scarabaeus parallelipipedus.

## Opis
Chrząszcz o ciele długości od 18 do 32 mm, przeciętnie wypukłym, ubarwionym matowo czarno. Głowę ma szeroką, zaopatrzoną w mocno kolankowato zgięte czułki o zaopatrzonych w rowki szczytowe trzonkach i czteroczłonowych, grzebykowatych buławkach. U samca głowa jest pozbawiona guzków, matowa, delikatnie i gęsto punktowana, mikrorzeźbiona, o silnych i łukowatych żuwaczkach z dużym, zaokrąglonym zębem pośrodku krawędzi wewnętrznych. U samicy głowa jest pozbawiona mikrorzeźby, silnie i gęsto punktowana, zaopatrzona w dwa ostre guzki pośrodku i mniejsze niż u samca, bardzo słabo zakrzywione żuwaczki z małym ząbkiem pośrodku krawędzi wewnętrznych. Przedplecze ma boki prawie proste, tylną krawędź obrzeżoną listewką, zaś powierzchnię u samca z mikrorzeźbą i delikatnym, gęstym punktowaniem, a u samicy bez mikrorzeźby i z silnym, gęstym punktowaniem. Na lekko połyskujących pokrywach silne i bardzo gęste punktowanie zlewa się w delikatne, podłużne zmarszczki. Boki pokryw są prawie równoległe, z dobrze rozwiniętymi ząbkami barkowymi. Przednia para odnóży ma golenie z dwoma zębami szczytowymi i szeregiem mniejszych ząbków na powierzchni zewnętrznej oraz zwieńczoną zębem listwą na powierzchni brzusznej. Wierzch smukłych goleni drugiej i trzeciej pary odnóży ma dwa lub trzy ząbki.

## Biologia i występowanie

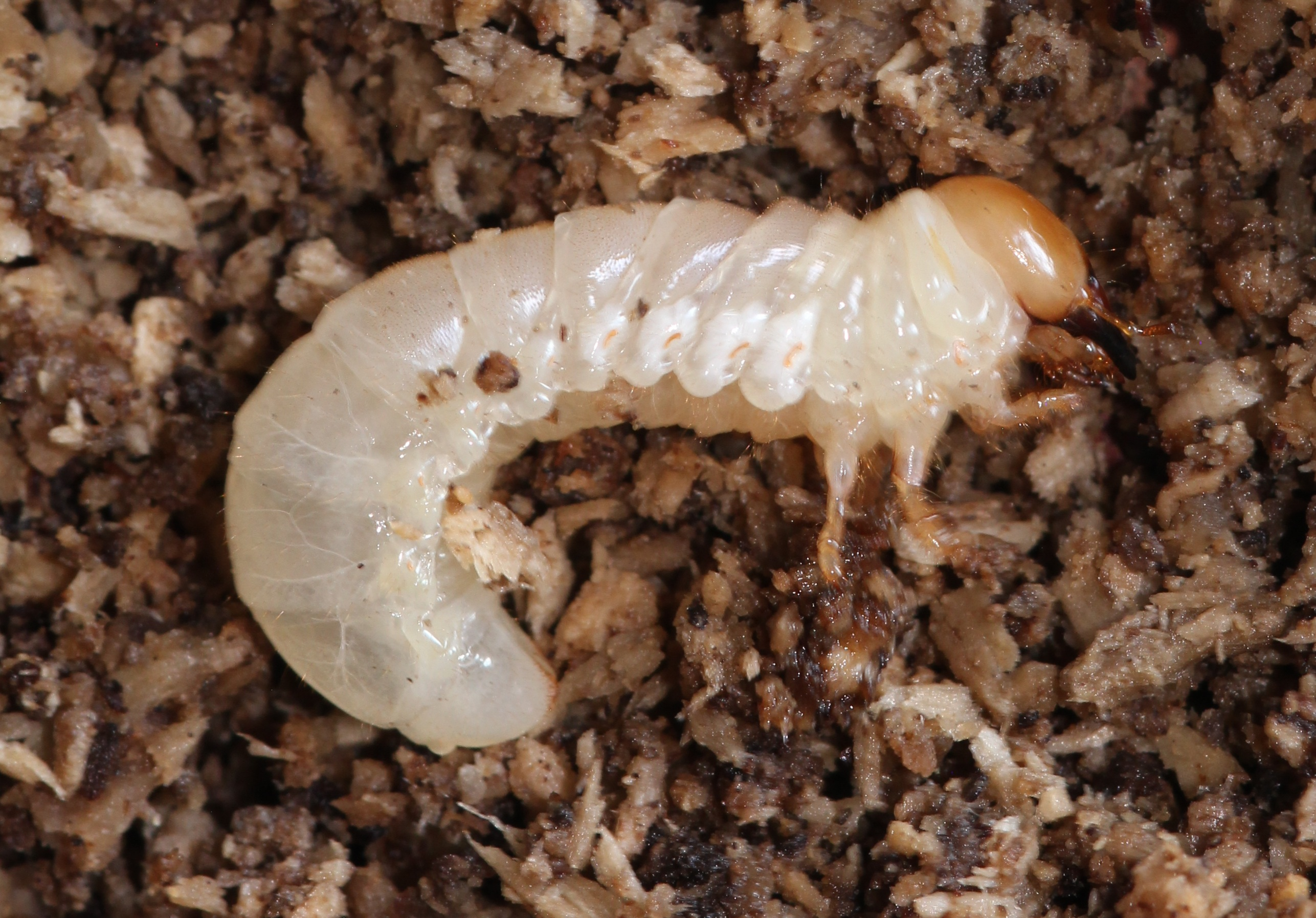
Larwa

Larwy rozwijają się w przegrzybiałym drewnie, preferując biało butwiejące. Zamieszkują pniaki, kłody, korzenie i przyziemnie części pni martwych i obumierających drzew liściastych, zwłaszcza dębów i buków, ale także lip, wierzb, jesionów, a niekiedy niektórych drzew owocowych i iglastych (sosen i modrzewi). W pełni wyrośnięte larwy mają błyszcząco żółtawą barwę i około 20 mm długości. Cykl rozwojowy trwa 3–4 lata. Postacie dorosłe opuszczają poczwarki w sierpniu, ale pozostają w kolebkach poczwarkowych do następnego roku. Szczyt ich pojawu przypada na maj–czerwiec, ale mogą się pojawiać już w kwietniu. Dożywać mogą do sierpnia. Owady dorosłe są ospałe w ciągu dnia, kryjąc się w szczelinach kory i pod kawałkami drewna. Wieczorami i nocą ożywiają się i latają. Mogą żerować na soku wyciekającym z uszkodzonych drzew oraz na starych owocnikach żółciaka siarkowego.
Gatunek palearktyczny, znany z większej części Europy, Maroka, Azji Mniejszej i Bliskiego Wschodu. W Polsce jest jedynym przedstawicielem rodzaju ciołek, występującym głównie na nizinach, rzadziej na pogórzach. W Europie Południowej dochodzi jednak do 1500 m n.p.m.

## Zagrożenie i ochrona
W Polsce jest gatunkiem nielicznym, lokalnym i coraz rzadszym wskutek wyrębu starych drzewostanów liściastych. Zagraża mu zarówno gospodarka leśna, jak i usuwanie starych drzew, pni i leżących kłód na terenach kulturowych i alejach przydrożnych. Na Czerwonej liście zwierząt ginących i zagrożonych w Polsce znalazł się w kategorii gatunków narażonych (VU). Od 2001 do 2014 roku był objęty w tym kraju ochroną gatunkową, ale od 2014 nie jest już chroniony.